# 서울신현초등학교
서울신현초등학교(서울新縣初等學校)는 대한민국 서울특별시 중랑구 봉화산로 188 (신내동)에 있는 초등학교다.

## 학교 연혁
- 1995년 1월 5일 설립인가
- 1995년 2월 20일 초대 이웅 교장 취임
- 1996년 3월 1일 개교(42학급 편성)
- 1997년 3월 1일 서울시 교육청 지정 세계화 교육 시범학교 지정
- 2016년 3월 1일 26학급(특수 1) 편성
- 2016년 3월 1일 제6대 유정원 교장 취임
- 2016년 9월 1일 서울형 혁신학교 지정
- 2018년 2월 13일 제22회 졸업식
- 2018년 3월 2일 27학급 편성(특수학급 1학급 포함)

## 참고 자료
- 서울신현초등학교 - 한국교육학술정보원 학교알리미